# Eroberung Tilsits 1945

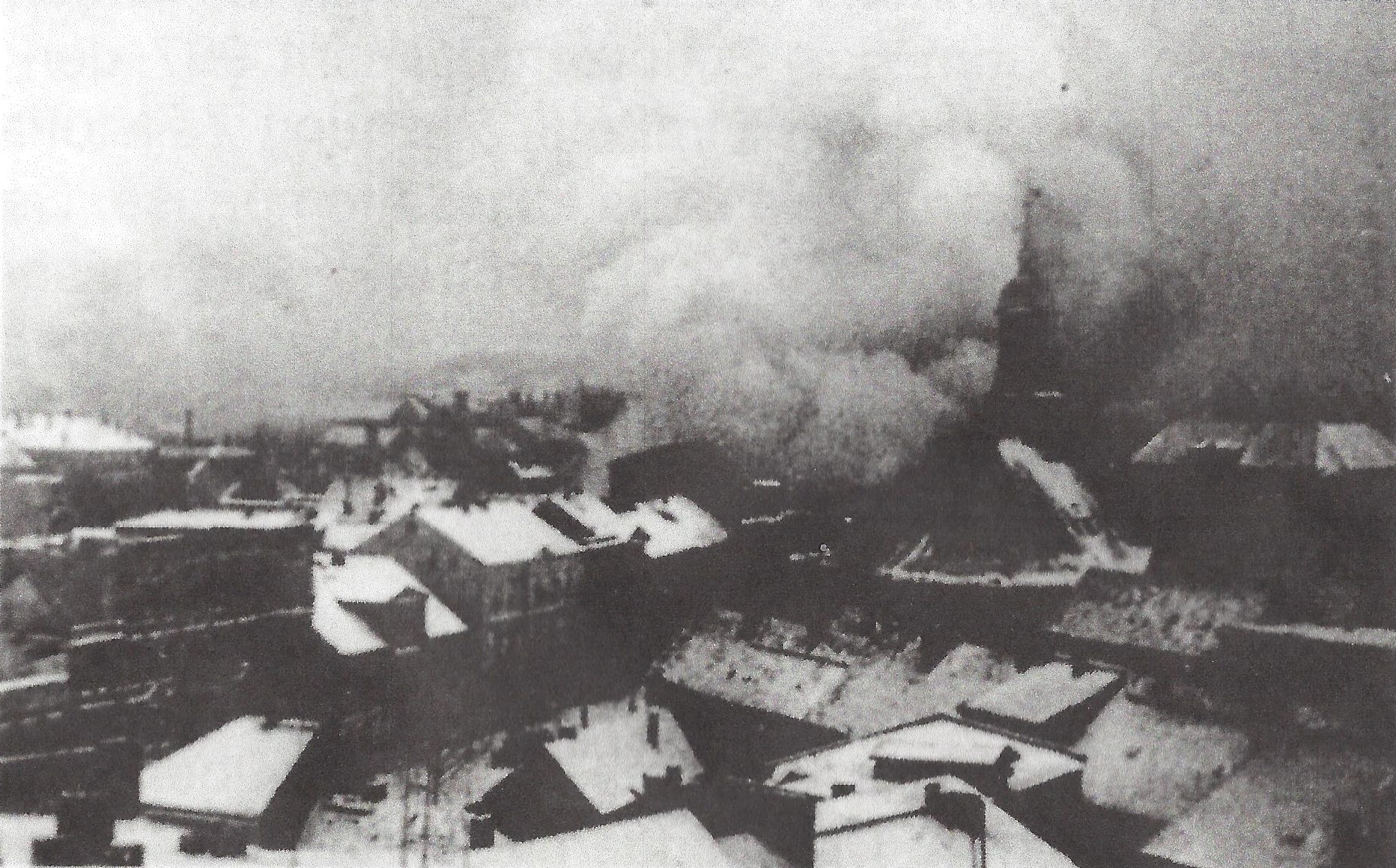
Tilsit im Januar 1945

Die Eroberung von Tilsit gelang der Roten Armee am 20. Januar 1945. Seitdem ist das damals 580 Jahre alte Tilsit eine russische Stadt in der Oblast Kaliningrad (Königsberg).

## Hergang

### Lage
Die sowjetische 43. Armee unter General Beloborodow stand mit acht Schützendivisionen zwischen Ruß und Schmalleningken am nördlichen Ufer der Memel. Seit dem 20. Dezember 1944 zugefroren, war der Fluss kein Hindernis. Zudem war im Abschnitt Schmalleningken–Schillfelde noch die 39. Armee unter Generalleutnant Iwan I. Ljudnikow mit sechs Schützendivisionen aufmarschiert. Den Sowjets gegenüber stand das IX. Armeekorps der am Memel-Abschnitt führenden deutschen 3. Panzerarmee. Drei Ende 1944 neu aufgestellte Volksgrenadier-Divisionen (551, 548, 561) sowie die 56. und 69. Infanterie-Division waren unter der Führung des Kommandierenden General Wuthmann in Stellung gegangen. Die Führung der übergeordneten 3. Panzerarmee hielt Tilsit für ausreichend geschützt; auch Armeegeneral Iwan Danilowitsch Tschernjachowski, der Oberbefehlshaber der 3. Belorussischen Front wies der Stadt nur eine Nebenrolle zu. Seine Absicht bestand darin, die deutsche Abwehrstellung weiter südlich zwischen Schloßberg und Ebenrode massiert zu durchbrechen und über Gumbinnen und Insterburg in Richtung Wehlau vorzustoßen.

### 13. bis 16. Januar
Tschernjachowskis Offensive begann am nebligen Wintermorgen des 13. Januar, sein Hauptstoß war gegen die Stellungen des deutschen XXVI. Armeekorps unter General der Infanterie Matzky gerichtet. Stundenlang nahm die russische Artillerie im Raum Schloßberg die Stellungen der 1. Infanterie-Division und der 349. Infanterie-Division unter Feuer. Trotz massiver Panzerunterstützung stießen die sowjetischen Truppen auf hartnäckige und zunächst erfolgreiche Abwehr. Als die 5. Panzer-Division den deutschen Grenadieren zu Hilfe kam, wurde Kattenau zum Zentrum einer erbitterten Schlacht. In vier Tagen wechselte es mehrfach den Besitzer. Erst am Abend des 16. Januar konnten die Rotarmisten die tief gestaffelte Verteidigungsstellung durchbrechen und bis auf die Linie Kussen–Radschen–Mallwen vordringen. Auch Schloßberg musste aufgegeben werden. Die nördlich von Schloßberg stehende 69. Infanterie-Division geriet dadurch in eine bedrohliche Lage; denn sie befand sich nun in einem weit überhängenden Vorsprung der Kriegsfront. Um nicht abgeschnitten zu werden, erwirkte sie in der Nacht zum 17. Januar den Befehl zum Rückzug in Richtung Tilsit. Diese Absetzbewegung blieb nicht unbemerkt. Die 39. Armee stieß unverzüglich über die Scheschuppe nach, besetzte Haselberg und nahm die Verfolgung der 69. Infanterie-Division auf. Der nördliche Flügel der Front geriet ins Wanken. Tschernjachowski erkannte seine Chance. Unverzüglich beorderte er das bei Eydtkau in Reserve liegende 1. Panzerkorps unter Generalleutnant Butkow an die nördliche Flanke, um überraschend in die deutsche Absetzbewegung hineinzustoßen und eine Lücke südöstlich von Tilsit aufzureißen.

### 17. und 18. Januar
Butkow trat im Morgengrauen des 17. Januar an. Seine drei Panzerbrigaden rollten in zügigem Tempo auf der Straße Schloßberg–Spullen–Rautenberg vor. Während die 69. ID noch dabei war, die vorbereitete Inster-Stellung zu beziehen und zur Verteidigung einzurichten, gelang es dem russischen Panzerkorps hinter Gerslinden eine Lücke zu finden, die Inster aus der Bewegung heraus zu überwinden und bei Nesten einen Brückenkopf zu bilden. Das konnten auch die Reste der 56. ID nicht verhindern. Sie hatten sich ebenfalls auf die Inster-Stellung zurückgekämpft und waren noch dabei, einen stabilen Abwehrriegel aufzubauen, um eine Bedrohung Tilsits von Süden her zu verhindern.
Die russischen Anstrengungen galten dem raschen Ausbau des Brückenkopfs Nesten (heute im Bezirk Klaipėda). Verbände der 39. Armee schlossen nach einem Gewaltmarsch von Haselberg auf das Panzerkorps auf und bezogen am späten Abend des 17. Januar im Brückenkopf Stellung. Am nächsten Morgen, einem Freitag, entbrannten um Nesten erbitterte Kämpfe. Mit aller Kraft wurde noch einmal versucht, einen weiteren Vormarsch der Sowjets zum Stehen zu bringen. Generalleutnant Rein, der Kommandeur der 69. Infanterie-Division, fiel in den verlustreichen Kämpfen bei Hohensalzburg. Trotz heftiger Gegenwehr konnte gegen Mittag an der rechten Flanke die 89. Panzerbrigade die Abwehrfront nach Norden durchbrechen und auf der Straße nach Tussainen vordringen. Hier stieß sie nicht nur in die Flanke der zurückgehenden 561. Volksgrenadier-Division, sondern auch in den Rücken der bei Ragnit stehenden 548. Volksgrenadier-Division unter Generalmajor Sudau. Sie war seit den frühen Morgenstunden in heftige Kämpfe verwickelt; denn das am nördlichen Memelufer liegende 54. sowjetische Schützenkorps war wenige Stunden zuvor zum Angriff angetreten und hatte nach einem mächtigen Feuerschlag die vereiste Memel überwunden. Von zwei Seiten bedrängt, war Ragnit nicht mehr zu halten.

### 19. Januar
Damit trat der Kampf um Tilsit in die entscheidende Phase. Am Freitag, dem 19. Januar 1945, bauten die zurückgehenden Einheiten der 69. ID, der 561. und 548. VGD in gebotener Eile in Tilsit-Preußen (Tilsits östlichem Stadtteil) einen neuen Sperr-Riegel auf. Die nachstoßende 126. Schützendivision prallte aus der Bewegung auf die gerade bezogene Abwehrstellung vom Grenadier-Regiment 36 der 69. Infanterie-Division. Zusammengefasstes Feuer aller Waffen stoppte ihr weiteres Vordringen. Die durch den Memel-Übergang bei Ragnit ohnehin stark geschwächten russischen Regimenter 366, 690 und 550 erlitten schwere Verluste und stellten den Angriff ein. Der frisch nach Ragnit herangeführten 263. Schützendivision wurde befohlen, unverzüglich nach Tilsit weiterzumarschieren und nachts in die Stadt einzudringen. Ohne Ruhepause bewegte sich das Schützenregiment 997 im Eilmarsch entlang der Reichsstraße 132. Ihm folgte das Schützenregiment 995, das über Schalau-Girschunen abbog, um Tilsit von Südosten anzugreifen. Hier sollte ein Angriff am wenigsten erwartet werden, weil seit dem Vortag der Schwerpunkt des russischen Angriffs am Memelufer lag. Tatsächlich erwartete die deutsche Verteidigung den Hauptschlag von Norden, zumal seit 21.00 Uhr heftiger Artilleriebeschuss vom rechten Memelufer einsetzte. Alle Reserven wurden mit Front zum Memelufer in Alarmbereitschaft versetzt.
Inzwischen hatte das Schützenregiment 995 Birgen (Birjohlen) erreicht. Den Vorstoß entlang der Bahnlinie zur Tilse vereitelten großflächige Draht- und Minensperren; dem 2. und 3. Bataillon gelang es jedoch, über die Moritzhöher Straße bis an die Pfennigbrücke heranzukommen. Die deutsche Brückenwache sprengte sie um 22 Uhr, im letzten Augenblick. Aus der Neustädtischen Schule wurden die russischen Soldaten heftig beschossen. Mehrere Sturmangriffe über die vereiste Tilse wurden abgeschlagen. Als herangeführte schwere Waffen kurz vor Mitternacht den Übergang erzwangen, konnten die russischen Truppen in Richtung Karlsberg vordringen. Das Schützenregiment 997 nahm den Fletcherplatz und ging entlang der Deutschen Straße in Richtung Zellstofffabrik vor. Von der anderen (rechten) Memelseite beschoss russische Artillerie die deutschen Verteidigungsstellungen. Der neue Angriffsbefehl für die am nördlichen Memelufer liegenden Regimenter der 115. Schützendivision wurde für 23 Uhr ausgegeben. In mehreren Wellen rannten die Rotarmisten über den breiten Strom gegen die mit Minensperren, Drahthindernissen und Maschinengewehr-Bunkern ausgebaute Verteidigungslinie an. Wieder erlitt die 115. Schützendivision schwere Verluste mit 600 Toten. Kurz vor 24 Uhr brach das 292. Schützenregiment bei Teichort im Nahkampf in die deutschen Stellungen ein. Trotz heftiger Gegenwehr konnte das Grenadier-Regiment 1114 der 551. Volksgrenadier-Division die Bildung eines kleinen Brückenkopfes nicht verhindern.

### 20. Januar

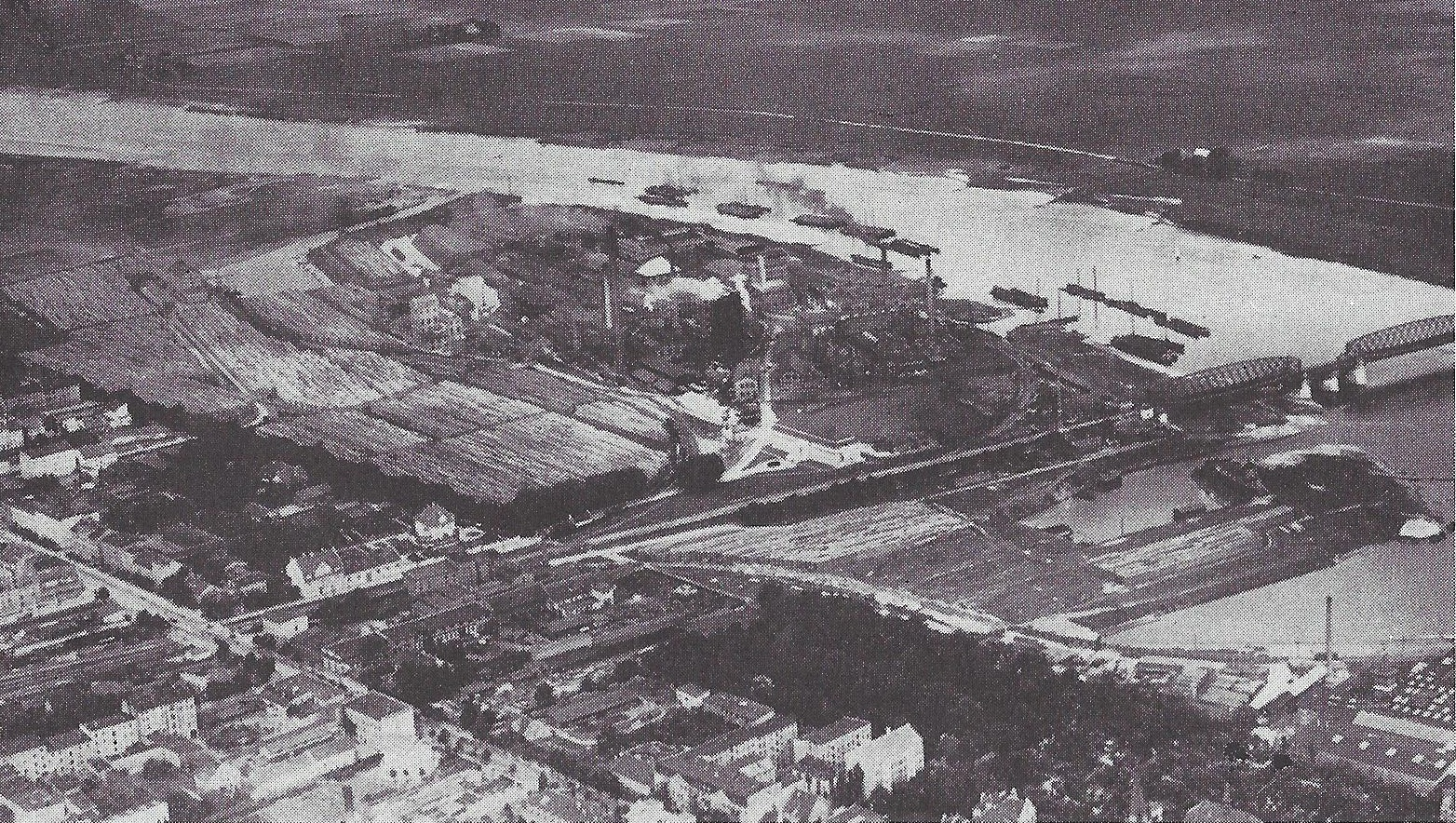
Zellstoffwerke Waldhof

Unter Dauerfeuer drang das Schützenregiment 995 in der ersten Stunde des Sonnabends bis zum Anfang der Grünwalder Straße vor. Von dort stürmte das 2. Bataillon den Karlsberg mit der Straßengabelung Königsberger/Kallkapper Straße. Das 1. Bataillon kämpfte sich durch enge Straßen und dunkle Höfe zwischen Clausius- und Kleffel-Straße zum Bahnhof vor und meldete 2 Uhr nachts die befohlene Einnahme. In dieser kritischen Lage wollte die deutsche Armeeführung die Stadt entlasten. Sie setzte mehrere Panzer der 5. Panzerdivision aus Kreuzingen in Marsch. Auf der Königsberger Straße zügig vorangekommen, liefen sie um 2.30 Uhr auf die Sperre am Karlsberg auf. Eine geballte Ladung setzte den vordersten Panzer außer Gefecht. Irritiert durch den nächtlichen Feuerzauber in der Stadt, drehten die deutschen Panzer wieder ab, um entlang der Reichsstraße 138 die nördliche Flanke der ostpreußischen Verteidigung zu stabilisieren. Tilsit war sich selbst überlassen. Die deutschen Einheiten erwehrten sich des Gegners nach allen Seiten. Auch aus dem Memel-Brückenkopf heraus ging der Kampf ohne Pause und mit unverminderter Heftigkeit weiter. Um 2.20 Uhr meldete das Schützenregiment 292 die Einnahme des südlichen Memelufers mit Preußenhof und Weinoten (Landkreis Elchniederung). Von hier aus kämpften sich die Sowjets der Stolbecker Straße entlang, wo sie gegen 0.07 Uhr früh auf dem Gelände der Zellstoffwerke mit den ihnen aus Osten entgegenkommenden Kameraden des Schützenregiments 997 aufeinandertrafen. Zwei Angriffskeile hatten sich vereinigt.
Ein weiteres Regiment der 115. Schützendivision, das Regiment 638, hatte in den frühen Morgenstunden am Engelsberg die Memel überschritten und begann mit der Säuberung des Stadtzentrums. Das Regiment 801 der 235. Schützendivision übernahm die Sicherung des südlichen Stadtrands und des Bahnhofs Pamletten. Der Kampf war vorbei. Nach einem Dokument des Zentralarchivs vom Ministerrat der UdSSR galt Tilsit ab dem 20. Januar 1945, 5.10 Uhr als erobert.

„Zwischen Insterburg und Tilsit wechselten starke feindliche Angriffe mit unseren Gegenangriffen. Nach erbitterten Kämpfen konnte der Feind in Tilsit eindringen.“

## Deutsche Rückzugsgefechte
Nach mehrstündiger Ruhe am südwestlichen Ortsausgang setzten die russischen Schützenregimenter 292 und 638 den Marsch in Richtung Heinrichswalde fort. Auch für die Regimenter der 263. Schützendivision wurde 16 Uhr der Abmarschbefehl gegeben. Zurück blieb eine menschenleere Stadt. Südlich von Tilsit tobte noch den ganzen Sonnabend der Kampf. Mit Panzerunterstützung der 5. Panzerdivision wurde die Reichsstraße 138 nach Taplacken offengehalten. Das galt besonders für die Kreuzung Sandfelde, wo die Straßen aus Heinrichswalde und Schillen zusammentrafen und gegen die
die Rotarmisten des Schützenregiments 801 den ganzen Nachmittag vergeblich anrannten. Das galt auch für die Kreuzinger Straßenkreuzung, wo die Chaussee von Neukirch/Gr. Friedrichsdorf (Landkreis Elchniederung) einmündete. Ein Artillerie-Regiment der 548. Volksgrenadier-Division feuerte hier bis zur letzten Granate. Erst nachdem die letzten Einheiten aus Tilsit durchgezogen waren, wurde Kreuzingen gegen 22 Uhr aufgegeben. Die 69. Infanterie-Division (Oberst Grimme) musste sich kämpfend über Tapiau zurückziehen und traf am 27. Januar in Königsberg ein. Hierhin gelangten auch die Reste der 56. Infanterie-Division unter Generalmajor Blaurock. In ununterbrochenen Rückzugsgefechten gelang es den drei Volksgrenadier-Divisionen, die Deime zu erreichen und im Samland einen neuen Abwehrriegel zu errichten.